# Antoinette Brown Blackwell

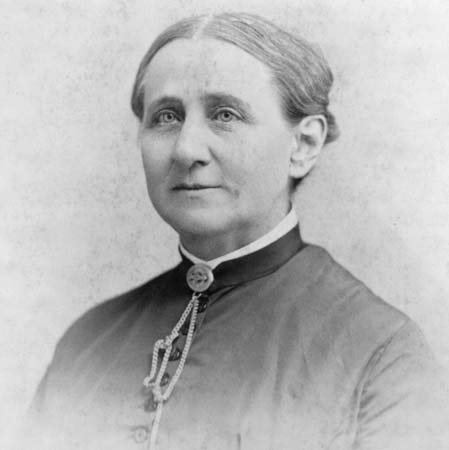
Antoinette Brown Blackwell, um 1900

Antoinette Louisa Brown Blackwell (* 20. Mai 1825 in Henrietta, New York; † 5. November 1921 in Elizabeth, New Jersey) war die erste ordinierte Pastorin in der Neuzeit und eine engagierte US-amerikanische Frauenrechtlerin, Abolitionistin und Temperenzlerin.

## Leben
Die junge Antoinette Brown arbeitete erst als Lehrerin, wollte jedoch Pastorin werden. Sie schrieb sich im „Kurs für junge Damen“ am Oberlin College in Ohio ein. Dort waren Frauen zwar zur Teilnahme an Kursen zugelassen, durften diese jedoch nicht durch Fragen unterbrechen. Gemeinsam mit Lucy Stone kämpfte sie für die Aufhebung dieser Einschränkung. Ihr Theologiestudium schloss sie 1850 erfolgreich ab. Als Frau erhielt sie jedoch nicht den entsprechenden formalen Bildungstitel. Noch im selben Jahr hielt sie auf einem nationalen Kongress von Suffragetten ihre erste Rede.
1853 wurde Antoinette Brown in die kleine kongregationistische Kirchengemeinde von Butler und Savannah (Wayne County (New York)) berufen und als Pastorin ordiniert. Sie übte dieses Amt jedoch nur ein Jahr lang aus. 1856 heiratete sie Samuel Blackwell, nachdem ihre Freundin Lucy Stone dessen Bruder Henry überraschend geehelicht hatte. Antoinette und ihr Mann Samuel führten eine Ehe nach dem „Modell der Gleichheit“. Trotz der fünf gemeinsamen Töchter ging Antoinette Brown Blackwell auf Vortragsreisen im gesamten Land. Dabei betonte sie immer wieder, dass es nicht genüge, wenn Frauen die Arbeitswelt für sich erobern – die Männer müssten sich gleichzeitig am Haushalt und an der Kindererziehung beteiligen.
1870 konvertierte Antoinette Brown Blackwell zur unitarischen Kirche und baute in Elizabeth eine eigene Gemeinde auf. Neben ihrer Predigttätigkeit bereiste sie Europa, Mittelamerika und Alaska und veröffentlichte noch bis 1915 philosophische Schriften. Als letzte Überlebende ihrer Generation von Frauenrechtlerinnen übte sie 1920 ihr neu errungenes Wahlrecht bei den ersten Präsidentschaftswahlen aus, bei denen Frauen mitwählen durften.